# Robert Bacon
Pour les articles homonymes, voir Bacon.
Robert Bacon, né le 5 juillet 1860 à  Jamaica Plain (Massachusetts) et mort le 29 mai 1919 à New York, est un diplomate et homme politique américain. Membre du Parti républicain, il est secrétaire d'État assistant des États-Unis entre 1905 et 1909 puis secrétaire d'État des États-Unis en 1909 dans l'administration du président Theodore Roosevelt et ambassadeur des États-Unis en France entre 1909 et 1912.

## Biographie
Né à Jamaica Plain, un quartier de Boston (Massachusetts), il est diplômé de l'université Harvard, où il est membre de Delta Kappa Epsilon.
Il épouse le 10 octobre 1883 Martha Waldron Cowdin, avec laquelle il a quatre enfants : Robert, qui deviendra député, Gaspar, Elliot et Martha.

## Banquier et homme d'affaires
Il travaille dans le milieu des affaires, chez Lee, Higginson & Co., puis il devient associé chez E. Rollins Morse & Brother, et déménage enfin à New York pour travailler chez J.P. Morgan & Co. à partir de 1894 jusqu'en 1903. Il participe ainsi à la création de U.S. Steel aux côtés de Elbert Henry Gary (en) en 1898 puis est nommé membre du Conseil d'Administration et ce jusqu'à sa mort en 1919. Il est par ailleurs Président de la Commission Financière du 9 avril 1901 jusqu'au 12 novembre de la même année. Il devient par la suite collaborateur de James J. Hill (en) « le grand homme du Nord-Ouest », il est l'un des artisans de la création de la Northern Securities Company (en) en 1901 par James J. Hill (en), Edward Henry Harriman et John Pierpont Morgan. Il quitte J.P. Morgan & Co. en 1903, se déclarant épuisé par ses dernières activités.

## Carrière au sein du service public
Nommé secrétaire d'État assistant en 1905, il assure l'intérim du secrétaire d'État Elihu Root lorsque ce dernier se trouve Amérique du Sud, en 1906. Il devient secrétaire d'État pour les 38 derniers jours du mandat du président Theodore Roosevelt, avec qui il était ami à l'université Harvard, de janvier à mars 1909. Il obtient l'avis et l'accord du Sénat pour le traité avec la Colombie et Panama sur le canal de Panama.
Il exerce la fonction d'ambassadeur des États-Unis en France de 1909 à 1912. De 1889 à 1901, puis de 1902 à 1908 il est surveillant au sein du Harvard Board of Overseers (en), assemblée composée d'anciens étudiants élus par les alumni de l'université. Il accepte un poste d'administrateur à Harvard – ou « fellow » – en 1912 en prévision de la fin de sa mission diplomatique en France. Il est contraint de démissionner en 1914, au déclenchement de la Première Guerre mondiale, car il souhaite se rendre utile en France auprès des Américains vivant à Paris et des Français.

## Volontaire à l'ambassade américaine (1914-1915)
Il embarque sur le France le 26 août 1914 aux côtés du nouvel ambassadeur des États-Unis en France William Graves Sharp qui part rejoindre son poste. Il débarque au Havre en septembre 1914 puis rallie Paris, pour servir comme volontaire aux côtés de l'ambassadeur en poste Myron T. Herrick. Résidant à l'Hôtel de Crillon, il conduit les ambulances américaines qui récupèrent les blessés sur les champs de bataille. Au-delà de ses activités sur le terrain, il joue également un rôle important d'aide au financement des activités de l'hôpital américain de Paris. Sa femme restée aux États-Unis est présidente du comité américain de l'ambulance américaine, elle organise des appels aux dons servant à équiper l'hôpital en matériel, et à contribuer à l'achat de voitures Ford pouvant être transformées en ambulances. 

## Retour aux États-Unis
Il publie For Better Relations with Our Latin American Neighbors en 1915. Il suit une préparation militaire au camp de Plattsburg de l'hiver 1915 à l'hiver 1916 aux côtés d'autres personnalités publiques de premier rang, tel que George Wharton Pepper (en), Henry L. Stimson ou bien John Purroy Mitchel.
Il milite publiquement contre la neutralité des États-Unis défendue par Woodrow Wilson, dans de nombreux articles et interviews données à des journaux américains et britanniques. Le 23 août 1916, Robert Bacon annonce sa candidature au Sénat des États-Unis, devant l'État de New York, sous la bannière du Parti républicain. Son programme est bâti sur le refus de la neutralité américaine et la nécessité de renforcer la préparation militaire des Américains – qu'il défendait déjà au sein de la Ligue pour la Sécurité Nationale, ou bien la Ligue Universelle. Il est également convaincu qu'il est nécessaire d'apporter une aide matérielle et morale aux Alliés. Il perd finalement les primaires républicaines contre William M. Calder (en).

## Officier au quartier général britannique
Il fait partie de l'avant-garde du corps expéditionnaire américain et quitte New York le 28 mai 1917 à bord du Baltic et en compagnie du général Pershing et de son état-major. À son arrivée en France, il reçoit du même Pershing l'ordre de préparer Chaumont à recevoir 20 000 soldats américains. Sa mission consiste à installer ou fournir le chauffage, l'éclairage, le téléphone et à préparer les services de liaison. Il doit également assurer le logement des officiers et soldats, régler tout ce qui regarde la discipline, l'hygiène des troupes, la police, le paiement, ainsi que les transports automobiles. Il réquisitionne pour ce faire l'hôtel de France de Chaumont, loue deux maisons pour y installer un club d'officiers ainsi qu'en aménager une capable de recevoir des visiteurs.
Nommé colonel et aide de camp de Pershing le 6 janvier 1918, il a pour ordre de se rendre au quartier général britannique en qualité de chef de la Mission militaire américaine auprès du Corps expéditionnaire britannique. Il rejoint Montreuil le 17 janvier 1918, où est installé le quartier général britannique. Il sert alors d'intermédiaire entre l'état-major britannique et le grand quartier général américain resté à Chaumont. Sa mission est de transmettre les informations importantes d'une armée à l'autre, ce qui l'amène à fréquenter régulièrement le maréchal Douglas Haig et le général Pershing. Ses ordres le font voyager fréquemment entre Londres, Paris, et Montreuil où il reste stationné.
Nommé lieutenant-colonel d'infanterie le 14 novembre 1918, il quitte Paris le 25 mars 1919 en mauvaise santé. Il meurt le 29 mai 1919 d'une infection sanguine à la suite d'une opération chirurgicale pour une mastoïdite.